# Cese y desista
Un cese y desista (en inglés: cease and desist) es una orden o solicitud para detener una actividad (cesar) y no retomarla más tarde (desistir), o si no se acata, enfrentarse a acciones legales. El destinatario de una orden cese y desista puede ser un individuo o una organización. También se utilizan con el mismo significado las expresiones cesar y desistir,  cese y desistimiento y no innovar.

## Forma binomial orden/carta
El término se utiliza en dos contextos diferentes. Una orden de cese y desistimiento puede ser emitida por un juez o autoridad gubernamental, y tiene un significado jurídico bien definido. Por el contrario, una carta de cesar y desistir puede ser enviada por cualquier persona, aunque por regla general están redactadas por un abogado.

## Mandato judicial
Un juez puede emitir una orden de cese y desista con la intención de poner fin a una actividad ilegal. Esta prohibición se utiliza a veces como el resultado de un juicio, en cuyo caso se trata de una orden judicial con efectos permanentes contra la actividad. También se puede utilizar como una medida de emergencia para prevenir un daño posiblemente irreparable, en cuyo caso toma la forma de una orden judicial temporal. 
No de forma general es posible emitir esta orden de forma cautelar a la condena (véase v.gr. las llamadas "consecuencias accesorias" que plantea el Código Penal español a las personas jurídicas, art. 129 CP español).

## Uso por parte de los organismos administrativos
Muchos organismos administrativos del Gobierno también tiene la capacidad de emitir órdenes de cese y desista, y con frecuencia los usan para detener la venta de valores no registrados o fraudulentos para poner fin a las prácticas bancarias que, posiblemente, sería una actitud peligrosa para las instituciones. Estas órdenes suelen especificar un período de tiempo para que el destinatario de la orden cumpla o solicitar una audiencia. Si la audiencia no se solicita por el beneficiario en el momento dado, la orden de cese y desista quedará reafirmada y la agencia tendrá la capacidad de hacer cumplir su orden en un tribunal de justicia.

## Cartas de cesar y desistir
Una carta de cesar y desistir es una carta exigiendo que se abstengan sus destinatarios de un determinado comportamiento o de lo contrario tendrán que enfrentar acciones legales. Algunos ejemplos de comportamientos que pueden solicitar que dichas cartas son:
- El acoso por teléfono por una agencia de cobros o compradores de deuda basura.
- Acoso en general.
- Propiedad de la vecindad y controversias vecinales.
- Infracción sobre el derecho de patentes, infracción de derechos de autor o infracción relativas a marcas registradas.
- Difamación o calumnia.
- Violación continua de términos y condiciones.

En el caso de acoso y hostigamiento, la carta por lo general exige que el beneficiario cese el comportamiento amenazador o enfrentará cargos criminales.
En el caso de la propiedad y controversias referidas a la vida en comunidad, la carta exige que el beneficiario cese la actividad que afecta de forma negativa a sus vecinos. Algunos ejemplos incluyen la celebración de fiestas ruidosas a altas horas de la noche, dejar a un perro ladrar fuera todo el día, la tala de árboles que se interponen en tierras públicas o en copropiedad, o la construcción de una cerca que infrinja la propiedad de otro.
En el caso del derecho de autor o relativos a marcas registradas, la injuria y la calumnia, o las amenazas en general, se impondría una demanda civil si el beneficiario continúa la actividad no deseada. De forma similar se puede emitir a una carta de demanda retributiva, que alerta al receptor a una reclamación pendiente de indemnización económica, por lo general como resultado de un agravio o un incumplimiento de contrato.